# Bahnhof Rammelsbach
Der Bahnhof Rammelsbach ist die Eisenbahnbetriebsstelle der rheinland-pfälzischen Ortsgemeinde Rammelsbach. Der Haltepunkt verfügt über ein Bahnsteiggleis. Er liegt im Verbundgebiet des Verkehrsverbundes Rhein-Neckar (VRN) und gehört zur Tarifzone 770. Die Anschrift lautet Bahnhofstraße 2.
Der Bahnhof wurde am 22. September 1878 als Durchgangsbahnhof an der bereits zehn Jahre zuvor eröffneten Bahnstrecke Landstuhl–Kusel in Betrieb genommen.

## Lage

### Örtliche Lage
Der Haltepunkt befindet sich am nördlichen Ortsrand von Rammelsbach unweit des Kuselbachs, der in diesem Bereich parallel zur Bahnstrecke verläuft. Sowohl nördlich als auch südlich erstreckt sich Siedlungsgebiet.
Der Haltepunkt liegt 212,2 Meter über Normalnull zwischen den Bahnstationen Altenglan (km 0,0) im Osten und Kusel (km 4,5) im Norden. Die Bahnstation verfügt über Parkplätze, Fahrrad-Stellplätze und einen barrierefreien Zugang.

### Bahnstrecke
Die Bahnstrecke Landstuhl–Kusel verläuft in diesem Bereich von Ostnordost nach Westsüdwest. Sie war ursprünglich durchgehend kilometriert. Der Bahnhof lag demnach beim Streckenkilometer 26,0. Mit Eröffnung der aus strategischen Gründen erbauten Glantalbahn, in die der Abschnitt Glan-Münchweiler–Altenglan eingegliedert wurde, hielt die Bestandsstrecke zwischen Altenglan und Kusel eine neue Kilometrierung, die bis heute Verwendung findet.

## Geschichte

### Entstehung des Bahnhofs und Folgezeit (1860–1945)
Laut einer 1861 in Kusel erschienenen Denkschrift, sollte die Bahn in Landstuhl von der Pfälzischen Ludwigsbahn abzweigen und entlang Mohrbach, Glan und Kuselbach über Rammelsbach bis nach Kusel führen. In der Denkschrift wurde unter anderem argumentiert, dass ein Bahnbau den eher schlechten wirtschaftlichen und sozialen Verhältnissen der Region entgegenwirke.
Der Bau der 28,7 Kilometer langen Strecke von Landstuhl nach Kusel verlief weitgehend unkompliziert. Lediglich bei Rammelsbach waren Geländeeinschnitte notwendig, wobei die Baukräfte auf ein Diorit-Vorkommen stießen, das in der Folgezeit weiter abgebaut wurde und dem Bahnverkehr zusätzlichen Aufschwung verlieh. Die Bauarbeiten am Abschnitt zwischen Glan-Münchweiler und Kusel verzögerten sich, weil nicht genügend Arbeitskräfte angeworben werden konnten. Der erste Güterzug fuhr am 28. August 1868. Am 22. September 1868 wurde der Bahnhof Theisbergstegen mit der Inbetriebnahme der Strecke Landstuhl–Kusel – damals zum Königreich Bayern gehörend – offiziell eröffnet. Die neue Bahnstrecke wurde von der Bevölkerung sehr positiv aufgenommen, da sie die Infrastruktur in der ländlich geprägten Region nordwestlich von Kaiserslautern verbesserte.
Obwohl der nahegelegene Steinbruch Rammelsbach der erste Güterkunde der Bahnstrecke war, hielten vor Ort anfangs lediglich die beiden gemischten Züge. Ein Bahnhofsgebäude blieb Rammelsbach zunächst ebenso verwehrt. Erst 1878 wurde ein solches genehmigt; dieses war jedoch lediglich so groß wie ein Bahnwärterhaus und fungierte als Provisorium. 1898 erhielt Rammelsbach ein „richtiges“ Bahnhofsgebäude.
In den 1920er Jahren erfuhr der Bahnhof Rammelsbach für den Güterverkehr größere Erweiterungen. 1922 erfolgte die Eingliederung des Bahnhofs in die neu gegründete Reichsbahndirektion Ludwigshafen. Im Zuge deren Auflösung zum 1. Mai 1936 wechselte er in den Zuständigkeitsbereich der Saarbrücker Direktion.

### Weitere Entwicklung
Die Deutsche Bundesbahn gliederte den Bahnhof nach dem Zweiten Weltkrieg in die Bundesbahndirektion Mainz ein, der sie alle Bahnlinien innerhalb des neu geschaffenen Bundeslandes Rheinland-Pfalz zuteilte. 1971 gelangte der Halt im Zuge der Auflösung der Mainzer Direktion erneut in den Zuständigkeitsbereich ihres Saarbrücker Pendants.
Im Jahr 2000 wurde der Bahnhof wie die gesamte Westpfalz zunächst Teil des Westpfalz-Verkehrsverbundes (WVV), ehe dieser sechs Jahre später im Verkehrsverbund Rhein-Neckar (VRN) aufging.

## Bauwerk

### Empfangsgebäude
Das Bahnhofsgebäude wurde 1898 fertiggestellt. Es enthält das Schmuckelemente aus Hartstein. Im Laufe der Jahre erfuhr es mehrere Umbauten. Für den Bahnverkehr spielt es keine Rolle mehr.

### Bahnsteig
Es ist nur der Hausbahnsteig vorhanden.
| Gleis | Nutzbare Länge | Bahnsteighöhe | Aktuelle Nutzung                                    |
| ----- | -------------- | ------------- | --------------------------------------------------- |
| 1     | 130 m          | 55 cm         | Regionalbahnen in Richtung Kaiserslautern und Kusel |

## Verkehr

### Personenverkehr
Anfangs verkehrten zwei gemischte Züge und zwei reine Personenzüge. Im Jahr 1905 wurden in Rammelsbach insgesamt 13736 Fahrkarten verkauft.
Nachdem die Glantalbahn, die von Glan-Münchweiler bis Altenglan gemeinsam mit der Kuseler Strecke verlief, 1904 auf ihrer vollen Länge eröffnet worden war, fanden zwischen Altenglan und Kusel weitere Fahrten statt, die einen Anschluss an die Züge ersterer herstellten. Bereits wenige Jahre später fuhren Züge zwischen Homburg und Kusel, die hauptsächlich den in der Saarregion beschäftigten Bergarbeitern aus der Region um Kusel dienten. Nach dem Zweiten Weltkrieg wurde im Zuge der Abtrennung des heutigen Saarlandes deren Zugang für die einfache Bevölkerung untersagt.
Obwohl die Bahnstrecke aus Türkismühle im Bahnhof Kusel unmittelbar in die aus Richtung Altenglan überging, gab es bis auf wenige Ausnahmen keine durchgehenden Züge, sodass in der Regel in Kusel umgestiegen werden musste. So gab es beispielsweise erst 1937 eine durchgehende Verbindung von Türkismühle nach Altenglan. Vor allem in den 1930er Jahren gab es an den Bahnstrecken im Einzugsgebiet von Glan und Lauter mehrere Eckverbindungen wie Kaiserslautern–Lauterecken–Altenglan–Kusel.

#### Aktuelle Verbindungen
| Linie                    | Strecke                                                                         | Taktfrequenz |
| ------------------------ | ------------------------------------------------------------------------------- | ------------ |
| RB 67                    | Kaiserslautern – Landstuhl – Glan-Münchweiler – Altenglan – Rammelsbach – Kusel | Stundentakt  |
| Stand: 10. Dezember 2023 |                                                                                 |              |

### Güterverkehr
Im Güterverkehr besaß der Bahnhof aufgrund des Rammelsbacher Steinbruchs eine große Bedeutung. 1905 empfing beziehungsweise versandte er insgesamt 194926,06 Tonnen Güter.
Der 200 Meter östlich des Haltepunktes gelegene Steinbruch wird als Ausweichanschlussstelle (Awanst) Rammelsbach Steinbruch als eigene Betriebsstelle mit dem Kürzel SRCS geführt. Entlang der gesamten Strecke ist sie die einzige Unterwegsstation, die Güterverkehr aufweist. Noch heute verkehren Ganzzüge vom Steinbruch mit Schotter zum Rangierbahnhof Einsiedlerhof an der Bahnstrecke Mannheim–Saarbrücken.
1920 verkehrte ein Nahgüterzug der Relation Kaiserslautern–Kusel und einer von Altenglan nach Kusel. Im Empfang spielt der Bahnhof seit 1988 keine Rolle mehr. Der letzte Güterwagen, der diesbezüglich entladen wurde, war ein Kohlewagen am 24. Mai des Jahres.